# Jewgienij Timochin
Jewgienij Leonidowicz Timochin, ros. Евгений Леонидович Тимохин (ur. 25 marca 1938 w Charkowie, zm. 5 października 2006 w Moskwie) – generał pułkownik, szef Głównego Zarządu Wywiadowczego (rosyjskiego wywiadu wojskowego).

## Biografia[1]
W latach 1945–1952 uczęszczał do średniej szkoły w Charkowie, w 1958 ukończył Sumską Wojskową Szkołę Techniczną, a w 1968 – Wojskową Inżynieryjną Akademię Radiotechniczną Obrony Przeciwlotniczej. W 1977 ukończył Wojskową Akademię Sztabu Generalnego Sił Zbrojnych ZSRR im. K. J. Woroszyłowa. Dowodził dywizją i samodzielną armią obrony przeciwlotniczej na Syberii, był zastępcą szefa sztabu Wojsk Obrony Powietrznej Kraju i szefem sztabu tych wojsk.
Od listopada 1991 do 1992 był szefem Głównego Zarządu Wywiadowczego Sztabu Generalnego Sił Zbrojnych Federacji Rosyjskiej.
Po odejściu z wywiadu przeszedł na stanowisko zastępcy dowódcy Wojsk Obrony Przeciwlotniczej.

## Odznaczenia
- Order „Za służbę Ojczyźnie w Siłach Zbrojnych ZSRR” II stopnia
- Order „Za służbę Ojczyźnie w Siłach Zbrojnych ZSRR” III stopnia
- Order Czerwonej Gwiazdy
- Medal 100-lecia urodzin Lenina
- Medal „Za nienaganną służbę” I klasy
- Medal „Za nienaganną służbę” II klasy
- Medal „Za nienaganną służbę” III klasy